# سيرجيو ميندوزا
سيرجيو جيوفاني ميندوزا إسكوبار (بالإسبانية: Sergio Mendoza)‏ (مواليد 23 مايو 1981 في إل بروغريسو) لاعب كرة قدم هندوراسي يلعب حاليا لصالح نادي موتاغوا الهندوراسي .

## روابط خارجية
- سيرجيو ميندوزا على موقع الاتحاد الدولي (مؤرشف)  (الإنجليزية)
- سيرجيو ميندوزا على موقع قاعدة بيانات كرة القدم.إي يو (الإنجليزية)
- سيرجيو ميندوزا على موقع ناشيونال فوتبول تيمز (الإنجليزية)
- سيرجيو ميندوزا على موقع Soccerway.com (الإنجليزية)
- سيرجيو ميندوزا على موقع عالم كرة القدم.نت (الإنجليزية)
- سيرجيو ميندوزا على موقع كووورة